# Lista de líderes da oposição (Portugal)
Esta é uma lista de líderes da oposição em Portugal desde 23 de julho de 1976.
Por convenção, o líder da oposição é o líder do maior partido da Oposição. Historicamente, têm quase sido sempre os partidos Partido Social Democrata e Partido Socialista.
O líder da oposição não tem um papel oficial, como a maioria das funções do posto são honoríficas, cerimoniais e nominais. Ele ou ela é sempre visto como a alternativa ao Governo em vigor.

## Líderes da Oposição
Os nomes a negrito indicam os líderes que chegaram ao cargo de líder da oposição de Portugal desde 23 de julho de 1976.

### Terceira República(1976–presente)
Legenda de cores
| Líder da Oposição (Nascimento–Morte)                            | Líder da Oposição (Nascimento–Morte)                  | Retrato                                | Início do mandato       | Fim do mandato          | Primeiro-Ministro (mandato) | Primeiro-Ministro (mandato)   |
| --------------------------------------------------------------- | ----------------------------------------------------- | -------------------------------------- | ----------------------- | ----------------------- | --------------------------- | ----------------------------- |
|                                                                 | Francisco Manuel Lumbrales de Sá Carneiro (1934–1980) |                                        | 23 de julho de 1976     | 29 de janeiro de 1978   |                             | Mário Soares 1976–1978        |
| António Luciano Pacheco de Sousa Franco (1942–2004)             |                                                       | 29 de janeiro de 1978                  | 15 de abril de 1978     |                         |                             | Mário Soares 1976–1978        |
| José Manuel Menéres Sampaio Pimentel (1928–2014)                |                                                       | 15 de abril de 1978                    | 2 de julho de 1978      |                         |                             | Mário Soares 1976–1978        |
| Francisco Manuel Lumbrales de Sá Carneiro (1934–1980)           |                                                       | 2 de julho de 1978                     | 29 de agosto de 1978    |                         |                             | Mário Soares 1976–1978        |
|                                                                 | Mário Alberto Nobre Lopes Soares (1924–2017)          |                                        | 29 de agosto de 1978    | 9 de junho de 1983      |                             | Alfredo Nobre da Costa 1978   |
|                                                                 | Mário Alberto Nobre Lopes Soares (1924–2017)          | Carlos Alberto da Mota Pinto 1978–1979 | 29 de agosto de 1978    | 9 de junho de 1983      |                             |                               |
|                                                                 | Mário Alberto Nobre Lopes Soares (1924–2017)          | Maria de Lourdes Pintasilgo 1979–1980  | 29 de agosto de 1978    | 9 de junho de 1983      |                             |                               |
|                                                                 | Mário Alberto Nobre Lopes Soares (1924–2017)          | Francisco Sá Carneiro 1980             | 29 de agosto de 1978    | 9 de junho de 1983      |                             |                               |
|                                                                 | Mário Alberto Nobre Lopes Soares (1924–2017)          | Diogo Freitas do Amaral 1980–1981      | 29 de agosto de 1978    | 9 de junho de 1983      |                             |                               |
|                                                                 | Mário Alberto Nobre Lopes Soares (1924–2017)          | Francisco Pinto Balsemão 1981–1983     | 29 de agosto de 1978    | 9 de junho de 1983      |                             |                               |
|                                                                 | Álvaro Barreirinhas Cunhal (1913–2005)                |                                        | 9 de junho de 1983      | 6 de novembro de 1985   |                             | Mário Soares 1983–1985        |
|                                                                 | António de Almeida Santos (1926–2016)                 |                                        | 6 de novembro de 1985   | 13 de novembro de 1985  |                             | Aníbal Cavaco Silva 1985–1995 |
| António Cândido Miranda Macedo (1906–1989)                      |                                                       | 13 de novembro de 1985                 | 29 de junho de 1986     |                         |                             | Aníbal Cavaco Silva 1985–1995 |
| Vítor Manuel Ribeiro Constâncio (1943–)                         |                                                       | 29 de junho de 1986                    | 6 de novembro de 1988   |                         |                             | Aníbal Cavaco Silva 1985–1995 |
| Jorge Fernando Branco de Sampaio (1939–2021)                    |                                                       | 6 de novembro de 1988                  | 23 de fevereiro de 1992 |                         |                             | Aníbal Cavaco Silva 1985–1995 |
| António Manuel de Oliveira Guterres (1949–)                     |                                                       | 23 de fevereiro de 1992                | 28 de outubro de 1995   |                         |                             | Aníbal Cavaco Silva 1985–1995 |
|                                                                 | Joaquim Fernando Nogueira (1950–)                     |                                        | 28 de outubro de 1995   | 29 de março de 1996     |                             | António Guterres 1995–2002    |
| Marcelo Nuno Duarte Rebelo de Sousa (1948–)                     |                                                       | 29 de março de 1996                    | 1 de maio de 1999       |                         |                             | António Guterres 1995–2002    |
| José Manuel Durão Barroso (1956–)                               |                                                       | 1 de maio de 1999                      | 6 de abril de 2002      |                         |                             | António Guterres 1995–2002    |
|                                                                 | Eduardo Luís Barreto Ferro Rodrigues (1949–)          |                                        | 6 de abril de 2002      | 24 de setembro de 2004  |                             | Durão Barroso 2002–2004       |
| José Sócrates Carvalho Pinto de Sousa (1957–)                   |                                                       | 24 de setembro de 2004                 | 12 de março de 2005     |                         | Santana Lopes 2004–2005     |                               |
|                                                                 | Pedro Miguel de Santana Lopes (1956–)                 |                                        | 12 de março de 2005     | 10 de abril de 2005     |                             | José Sócrates 2005–2011       |
| Luís Manuel Gonçalves Marques Mendes (1957–)                    |                                                       | 10 de abril de 2005                    | 28 de setembro de 2007  |                         |                             | José Sócrates 2005–2011       |
| Luís Filipe de Menezes Lopes (1953–)                            |                                                       | 28 de setembro de 2007                 | 31 de maio de 2008      |                         |                             | José Sócrates 2005–2011       |
| Maria Manuela Dias Ferreira Leite (1940–)                       |                                                       | 31 de maio de 2008                     | 26 de março de 2010     |                         |                             | José Sócrates 2005–2011       |
| Pedro Manuel Mamede Passos Coelho (1964–)                       |                                                       | 26 de março de 2010                    | 21 de junho de 2011     |                         |                             | José Sócrates 2005–2011       |
|                                                                 | José Sócrates Carvalho Pinto de Sousa (1957–)         |                                        | 21 de junho de 2011     | 23 de julho de 2011     |                             | Pedro Passos Coelho 2011–2015 |
| António José Martins Seguro (1962–)                             |                                                       | 23 de julho de 2011                    | 28 de setembro de 2014  |                         |                             | Pedro Passos Coelho 2011–2015 |
| Maria de Belém Roseira Martins Coelho Henriques de Pina (1949–) |                                                       | 28 de setembro de 2014                 | 22 de novembro de 2014  |                         |                             | Pedro Passos Coelho 2011–2015 |
| António Luís Santos da Costa (1961–)                            |                                                       | 22 de novembro de 2014                 | 26 de novembro de 2015  |                         |                             | Pedro Passos Coelho 2011–2015 |
|                                                                 | Pedro Manuel Mamede Passos Coelho (1964–)             |                                        | 26 de novembro de 2015  | 18 de fevereiro de 2018 |                             | António Costa 2015–2024       |
| Rui Fernando da Silva Rio (1957–)                               |                                                       | 18 de fevereiro de 2018                | 3 de julho de 2022      |                         |                             | António Costa 2015–2024       |
| Luís Filipe Montenegro Cardoso de Morais Esteves (1973–)        |                                                       | 3 de julho de 2022                     | 26 de março de 2024     |                         |                             | António Costa 2015–2024       |
|                                                                 | Pedro Nuno de Oliveira Santos (1977–)                 |                                        | 26 de março de 2024     | 24 de maio de 2025      |                             | Luís Montenegro 2024–presente |
|                                                                 | Carlos Manuel Martins do Vale César (1956–)           |                                        | 24 de maio de 2025      | 3 de junho de 2025      |                             | Luís Montenegro 2024–presente |
|                                                                 | André Claro Amaral Ventura (1983–)                    |                                        | 3 de junho de 2025      | presente                |                             | Luís Montenegro 2024–presente |

## Líderes dos segundos maiores partidos na Oposição

### Terceira República(1976–presente)
Legenda de cores
| Líder da Oposição (Nascimento–Morte)   | Líder da Oposição (Nascimento–Morte)                        | Retrato                            | Início do mandato      | Fim do mandato         | Primeiro-Ministro (mandato)           | Primeiro-Ministro (mandato)   |
| -------------------------------------- | ----------------------------------------------------------- | ---------------------------------- | ---------------------- | ---------------------- | ------------------------------------- | ----------------------------- |
|                                        | Diogo Pinto de Freitas do Amaral (1941–2019)                |                                    | 23 de julho de 1976    | 23 de janeiro de 1978  |                                       | Mário Soares 1976–1978        |
|                                        | Álvaro Barreirinhas Cunhal (1913–2005)                      |                                    | 23 de janeiro de 1978  | 29 de agosto de 1978   |                                       | Mário Soares 1976–1978        |
|                                        | Francisco Manuel Lumbrales de Sá Carneiro (1934–1980)       |                                    | 29 de agosto de 1978   | 5 de abril de 1979     |                                       | Alfredo Nobre da Costa 1978   |
| Carlos Alberto da Mota Pinto 1978–1979 | Francisco Manuel Lumbrales de Sá Carneiro (1934–1980)       |                                    | 29 de agosto de 1978   | 5 de abril de 1979     |                                       |                               |
|                                        | António Luciano Pacheco de Sousa Franco (1942–2004)         |                                    | 5 de abril de 1979     | 1 de agosto de 1979    |                                       |                               |
|                                        | Francisco Manuel Lumbrales de Sá Carneiro (1934–1980)       |                                    | 1 de agosto de 1979    | 3 de janeiro de 1980   | Maria de Lourdes Pintasilgo 1979–1980 |                               |
|                                        | Álvaro Barreirinhas Cunhal (1913–2005)                      |                                    | 3 de janeiro de 1980   | 9 de junho de 1983     |                                       | Francisco Sá Carneiro 1980    |
|                                        | Álvaro Barreirinhas Cunhal (1913–2005)                      | Diogo Freitas do Amaral 1980–1981  | 3 de janeiro de 1980   | 9 de junho de 1983     |                                       |                               |
|                                        | Álvaro Barreirinhas Cunhal (1913–2005)                      | Francisco Pinto Balsemão 1981–1983 | 3 de janeiro de 1980   | 9 de junho de 1983     |                                       |                               |
|                                        | Francisco António Lucas Pires (1944–1998)                   |                                    | 9 de junho de 1983     | 6 de novembro de 1985  |                                       | Mário Soares 1983–1985        |
|                                        | Álvaro Barreirinhas Cunhal (1913–2005)                      |                                    | 6 de novembro de 1985  | 5 de dezembro de 1992  |                                       | Aníbal Cavaco Silva 1985–1995 |
|                                        | Carlos Alberto do Vale Gomes Carvalhas (1941–)              |                                    | 5 de dezembro de 1992  | 28 de outubro de 1995  |                                       | Aníbal Cavaco Silva 1985–1995 |
|                                        | Manuel Fernando da Silva Monteiro (1962–)                   |                                    | 28 de outubro de 1995  | 10 de outubro de 1999  |                                       | António Guterres 1995–2002    |
|                                        | Carlos Alberto do Vale Gomes Carvalhas (1941–)              |                                    | 10 de outubro de 1999  | 27 de novembro de 2004 |                                       | António Guterres 1995–2002    |
|                                        | Carlos Alberto do Vale Gomes Carvalhas (1941–)              | Durão Barroso 2002–2004            | 10 de outubro de 1999  | 27 de novembro de 2004 |                                       |                               |
|                                        | Carlos Alberto do Vale Gomes Carvalhas (1941–)              | Santana Lopes 2004–2005            | 10 de outubro de 1999  | 27 de novembro de 2004 |                                       |                               |
|                                        | Jerónimo Carvalho de Sousa (1947–)                          |                                    | 27 de novembro de 2004 | 26 de outubro de 2009  |                                       |                               |
|                                        | Jerónimo Carvalho de Sousa (1947–)                          | José Sócrates 2005–2011            | 27 de novembro de 2004 | 26 de outubro de 2009  |                                       |                               |
|                                        | Paulo de Sacadura Cabral Portas (1962–)                     |                                    | 26 de outubro de 2009  | 21 de junho de 2011    |                                       |                               |
|                                        | Jerónimo Carvalho de Sousa (1947–)                          |                                    | 21 de junho de 2011    | 30 de outubro de 2015  |                                       | Pedro Passos Coelho 2011–2015 |
|                                        | Catarina Soares Martins (1973–)                             |                                    | 30 de outubro de 2015  | 26 de novembro de 2015 |                                       | Pedro Passos Coelho 2011–2015 |
|                                        | Paulo de Sacadura Cabral Portas (1962–)                     |                                    | 26 de novembro de 2015 | 13 de março de 2016    |                                       | António Costa 2015–2024       |
|                                        | Maria de Assunção Oliveira Cristas Machado da Graça (1974–) |                                    | 13 de março de 2016    | 25 de outubro de 2019  |                                       | António Costa 2015–2024       |
|                                        | Catarina Soares Martins (1973–)                             |                                    | 25 de outubro de 2019  | 30 de março de 2022    |                                       | António Costa 2015–2024       |
|                                        | André Claro Amaral Ventura (1983–)                          |                                    | 30 de março de 2022    | 3 de junho de 2025     |                                       | António Costa 2015–2024       |
|                                        | André Claro Amaral Ventura (1983–)                          | Luís Montenegro 2024–presente      | 30 de março de 2022    | 3 de junho de 2025     |                                       |                               |
|                                        | Carlos Manuel Martins do Vale César (1956–)                 |                                    | 3 de junho de 2025     | 28 de junho de 2025    |                                       |                               |
| José Luís Pereira Carneiro (1971–)     |                                                             | 28 de junho de 2025                | presente               |                        |                                       |                               |